# Ikue Ōtani
Ikue Ōtani (jap. 大谷 育江 Ōtani Ikue; ur. 18 sierpnia 1965 w Tokio) – japońska seiyū i aktorka dubbingowa powiązana Mausu Promotion. W napisach końcowych niektórych produkcji z jej udziałem jej nazwisko jest romanizowane również jako Ikue Ohtani, włącznie z jej najsławniejszą rolą Pikachu w anime Pokémon. Z powodu ciąży przerwała pracę na czas styczeń-maj 2006, co nie znalazło jednak odzwierciedlenia w napisach końcowych dotyczących Pikachu, ponieważ jej głos został wielokrotnie nagrany wcześniej.
Zanim otrzymała najważniejszą rolę głosową – rolę Pikachu, jej głos został wykorzystany w ostatniej serii anime Czarodziejka z Księżyca, gdzie użyczyła głosu czarodziejce Tin Nyanko.
Poza tym znana jest też jako głos Konohamaru Sarutobiego w Naruto oraz Tony Tony Chopper w anime One Piece.

## Role głosowe

### Anime telewizyjne
- Ashita no Nadja (Rita Rossi)
- Banner of the Stars (Seelnay)
- Detektyw Conan (Mitsuhiko Tsuburaya)
- DNA² (Mashi)
- Flint the Time Detective (Obiru)
- Gulliver Boy (Edison)
- Hamtaro (Oshare-chan)
- Haō Taikei Ryū Knight (Blue)
- Harukanaru Toki no Naka de (Fujihime)
- Hime-chan's Ribbon (Himeko Nonohara, Erika)
- InuYasha (Koryu)
- Juuni Senshi Bakuretsu Eto Ranger (Usaki, Butashichi)
- Keroro Gunsō (Terara)
- Kapłanki przeklętych dni (Miyako, Saotome Makoto)
- Konjiki no Gash Bell!! (Gash Bell; odc. 1-141)
- Kujibiki Unbalance (Renko Kamishakujii)
- Martian Successor Nadesico (Yukina Shiratori)
- Monster (Eruza)
- Moonlight Mask (Yamamoto Naoto; drugi sezon)
- My Neighbors the Yamadas (Nonoko Yamada)
- Naruto (Konohamaru Sarutobi)
- Nightwalker (Guni)
- Oh! My Goddess! (Sora Hasegawa)
- One Piece (Tony Tony Chopper, Sanji (dziecko), Enishida, Fake Nami)
- seria Ojamajo Doremi (Hana-chan, Hajomonro)
- Pocket Monsters Advanced Generation (Pikachu, Roselia, Banette)
- Pocket Monsters Diamond and Pearl (Pikachu, Nyarmar, zły Togepi)
- Pocket Monsters (Pikachu, Goldeen, Corsola, Starmie)
- PoPoLoCrois (Papuu)
- Sailor Moon Sailor Stars (Sailor Tin Nyanko)
- Shadow Skill (Kyuo)
- Slayers (Kira)
- Smile Pretty Cure! (Candy)
- Super Doll★Licca-chan (Katrina)
- The Vision of Escaflowne (Merle)
- ToHeart (Rio Hinayama)
- Tokyo Underground (Ciel Messiah)
- YuYu Hakusho (Masaru, Natsumiko)
- PriPara (Unicorn)

### OVA
- Oh! My Goddess! (Sora Hasegawa)
- Magiczne DoReMi-SeKreTy (Hana-chan, Majomonro)
- Legend of the Galactic Heroes (Margaret Fuon Herukusuhaima)
- Twin Signal (Signal; wszystkie trzy tomy)
- Nurse Witch Komugi (Koyori Kokubunji, Maya)

### Anime kinowe
- Oh! My Goddess! (Sora Hasegawa)
- Ojamajo Doremi series (Hana-chan)
- The Prince of Darkness (Yukina Shiratori)
- Konjiki no Gash Bell!!: 101 Banme no Mamono (Gash Bell)
- Mój sąsiad Totoro (dziewczyna)
- Filmy Pokémon (Pikachu)
- Filmy Detective Conan (Mitsuhiko Tsuburaya)
- Filmy One Piece (Tony Tony Chopper)
- HeartCatch PreCure The Movie: Fashion Show in the Flower Capital... Really?! (Olivier)
- Smile PreCure The Movie: The Big Mismatch in a Picture Book! (Candy)

### Gry komputerowe i wideo
- Ojamajo Doremi (seria) (Hana-chan)
- Guardian Heroes (Nicole Neil)
- Martian Successor Nadesico (Yukina)
- Kingdom Hearts II (Vivi Ornitier)
- Gulliver Boy (Edison)
- Gunparade March (Isizu)
- Seria Konjiki no Gash Bell!! (Gash Bell)
- Shenmue II (Fangmei)
- Tales of the Abyss (Ion, Synch, Florian)
- ToHeart (Rio Hinayama)
- Dororo (Dororo)
- Brave Fencer Musashi (Topo, Jam)
- Pokémon Yellow, Hey You, Pikachu!, Pokemon Puzzle League (tylko amerykańskie), Pokémon Stadium, Pokémon Stadium 2 (jako ukryta postać Pokemon Yellow), Pokémon Channel i Super Smash Bros. (Pikachu)
- Mega Man Legends (Data, Bon Bonne)
- Wild Arms Alter Code: F (Jane Maxwell)
- Seria One Piece (Tony Tony Chopper)
- Marvel vs Capcom (Hoover)
- Super Mario World: Mario to Yoshi no Bouken Land (Czerwony Yoshi)

### Dubbing
- Animaniacy (Dot Warner)
- Ostry dyżur (Wendy Goldman)
- Wodny świat (Enola)
- Pełna chata (Stephanie Tanner)
- My Little Pony: Przyjaźń to magia (Apple Bloom)